# Cingetorige (Britanni)
Cingetorige (fl. I secolo a.C.) è stato un principe e condottiero britanno, uno dei quattro sovrani della tribù britannica dei Cantiaci (nell'attuale Kent).

## Biografia
Durante la seconda spedizione guidata da Gaio Giulio Cesare nel 54 a.C. contro la Britannia, oltre a lui nel suo De bello Gallico il generale romano ricorda altri tre re: Tassimagulo, Carvilio e Segovage. I quattro si allearono con il leader britannico Cassivellauno e attaccarono il campo navale romano. L'intento era di costringere Cesare ad allentare l'assedio in cui aveva stretto Cassivellauno nella sua fortezza a nord del fiume Tamigi. L'assalto fallì e Cassivellauno fu costretto a cercare un accordo.

## Fonti
- Gaio Giulio Cesare, De bello Gallico, V, 22.